# Удмуртский Пибаньшур
Удму́ртский Пибаньшу́р — деревня в Воегуртском сельском поселении Балезинского района Удмуртии. Центр поселения — деревня Воегурт.
Рядом с деревней находится станция Пибаньшур.
Население - 34 человека (2007; 47 в 1961).
В деревне 1 улица - Береговая.
Почтовый индекс: 427550.
Код ИФНС: 1837.